# Patrice Mangin
 Patrice Mangin, es un médico, patólogo y toxicólogo forense franco-suizo que funge actualmente como director del Centro de Medicina Legal de las Universidades de Lausana y Ginebra, Suiza. Estudió medicina en la Universidad de París VI René Descartes y obtuvo una maestría en el mismo ramo en la Universidad de Estrasburgo.
Ha examinado los cuerpos del yemení Salah Addin Ali Ahmed Al-Salami y del palestino Yasser Arafat.